# Andrej Kantsjelskis
Andrej Antanasovitsj Kantsjelskis (Russisch: Андрей Антанасович Канчельскис) (Kirovograd, 23 januari 1969) is een Russisch voormalig voetballer en huidig voetbaltrainer. Hij claimde na de val van de Sovjet-Unie zijn Russische staatsburgerschap. Kantsjelskis bezit tevens de Britse nationaliteit.

## Clubcarrière
Kantsjelskis startte in 1986 zijn carrière bij Zirka Kropyvnytsky. In 1988 vertrok Kantsjelskis naar Dinamo Kiev, om vervolgens in 1990 naar Sjachtar Donetsk te vertrekken. Een jaar later tekende hij alweer voor Manchester United, waar hij op 11 mei 1991 zijn debuut maakte tegen Crystal Palace. In de periode dat hij voor Manchester uitkwam, won hij in 1991 de Europese Supercup, in 1992 de Football League Cup, twee keer de Premier League (1993, 1994), twee keer de FA Charity Shield (1993, 1994) en won hij in 1994 de FA Cup.
Kantsjelskis was een van de dertien buitenlandse voetballers die op 15 augustus 1992 in actie kwamen op de eerste speeldag van de nieuw opgerichte Premier League. De anderen waren Jan Stejskal, Peter Schmeichel, Ronny Rosenthal, Roland Nilsson, Éric Cantona, Hans Segers, John Jensen, Anders Limpar, Gunnar Halle, Craig Forrest, Michel Vonk en Robert Warzycha.
Kantsjelskis kwam in totaal honderdachtenvijftig keer in actie voor Manchester United, waarin hij zesendertig keer tot scoren kwam.
Kantsjelskis werd in 1995 verkocht aan Everton, de toenmalige FA Cup-titelhouder. Daar scoorde hij in zijn eerste seizoen zestien keer. Ook bij de Everton-fans werd hij mateloos populair, vooral na zijn twee doelpunten bij aartsrivaal Liverpool. Mede dankzij hem eindigde Everton dat seizoen op de zesde plaats, de hoogst behaalde positie in jaren. In zijn tweede seizoen stelde hij teleur, waardoor hij voor acht miljoen pond verkocht werd aan Fiorentina.
Ook bij Fiorentina slaagde hij er niet in zijn goede vorm terug te vinden, wat leidde tot vele transfers. Hij vertrok van Fiorentina naar Rangers. Daar speelde hij vier seizoenen. In het derde seizoen werd hij uitgeleend aan Manchester City. In 2003 speelde hij kort voor Southampton, maar in datzelfde jaar vertrok hij nog naar Al-Hilal. In 2004 keerde hij terug naar Rusland, waar hij ging spelen voor FK Satoern en later voor Krylja Sovetov Samara. Nadat bij die laatste club zijn contract niet verlengd werd, besloot hij op 12 februari 2007 zijn voetballoopbaan te beëindigen.

## Interlandcarrière
Kantsjelskis speelde zeventien interlands voor de Sovjet-Unie, waarin hij drie keer scoorde. Na het uiteenvallen van de Sovjet-Unie speelde Kantsjelskis tevens zes interlands voor het Gemenebest van Onafhankelijke Staten, waarmee hij uitkwam op het EK 1992. Ondanks dat hij werd geboren in de Oekraïense Socialistische Sovjetrepubliek en zijn ouders uit de Litouwse Socialistische Sovjetrepubliek kwamen, besloot hij in 1993 uit te komen voor Rusland, dat door de FIFA als officiële opvolger van het nationale Sovjet-elftal werd gezien. Hij zou voor Rusland uiteindelijk zesendertig interlands spelen, waarin hij vier keer scoorde. Met Rusland kwam hij uit op het EK 1996. Het WK 1994 miste hij vanwege een boycot tegen de toenmalige bondscoach Pavel Sadyrin.

## Clubstatistieken
| Seizoen | Land                   | Club                  | Competitie              | Duels | Goals |
| ------- | ---------------------- | --------------------- | ----------------------- | ----- | ----- |
| 1988/90 | Vlag van Sovjet-Unie   | Dinamo Kiev           | Sovjet Top Liga         | 22    | 1     |
| 1990/91 | Vlag van Sovjet-Unie   | Sjachtar Donetsk      | Sovjet Top Liga         | 21    | 3     |
| 1991/95 | Vlag van Engeland      | Manchester United     | Premier League          | 123   | 28    |
| 1995/96 | Vlag van Engeland      | Everton               | Premier League          | 52    | 20    |
| 1997/98 | Vlag van Italië        | Fiorentina            | Serie A                 | 26    | 2     |
| 1998/02 | Vlag van Schotland     | Rangers               | Scottish Premier League | 76    | 13    |
| 2001    | Vlag van Engeland      | → Manchester City     | Premier League          | 10    | 0     |
| 2002/03 | Vlag van Engeland      | Southampton           | Premier League          | 1     | 0     |
| 2003    | Vlag van Saoedi-Arabië | Al-Hilal              | Saudi Premier League    | 3     | 0     |
| 2004/05 | Vlag van Rusland       | FK Satoern            | Premjer-Liga            | 39    | 4     |
| 2005/06 | Vlag van Rusland       | Krylja Sovetov Samara | Premjer-Liga            | 24    | 1     |

## Erelijst
Manchester United
- Premier League: 1992/93, 1993/94
- FA Cup: 1993/94
- Football League Cup: 1991/92
- FA Charity Shield: 1992/93, 1993/94
- Europese Supercup: 1991

 Rangers
- Scottish Premier League: 1998/99, 1999/00
- Scottish Cup: 1998/99, 1999/00, 2001/02
- Scottish League Cup: 2001/02

 Sovjet-Unie onder 21
- EK onder 21: 1990

Individueel
- Sir Matt Busby Player of the Year: 1994/95
- Premier League Player of the Month: april 1996